# Larentia clavaria
Larentia clavaria (tên tiếng Anh: Mallow) là một loài bướm đêm thuộc họ Geometridae. Nó được tìm thấy ở châu Âu tới Bắc Phi và từ Anatolia tới Kavkaz.

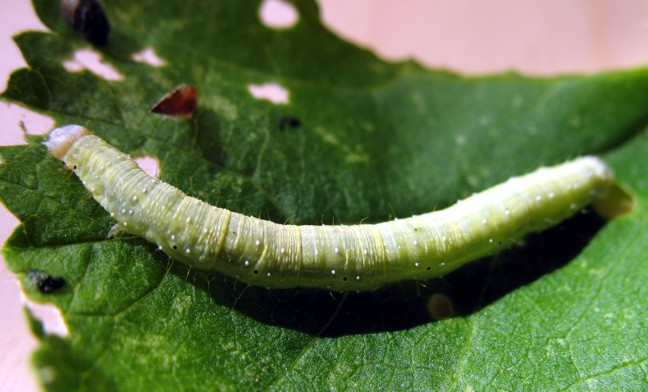
Sâu bướm

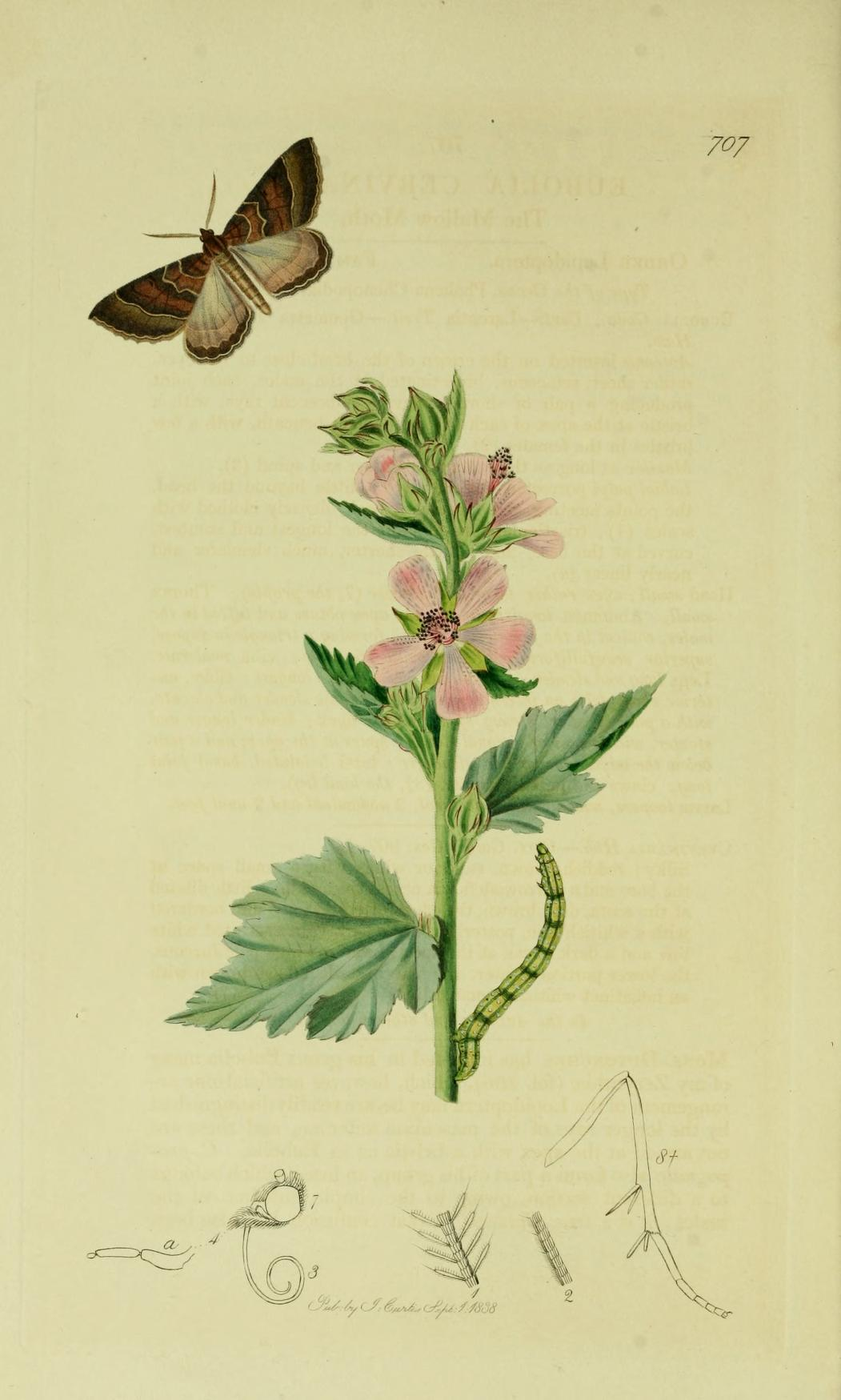
Minh họa của John Curtis trong British Entomology Volume 6

Sải cánh dài 36–40 mm. Con trưởng thành bay từ tháng 8 đến tháng 11 tùy theo địa điểm.
Ấu trùng ăn các loài Althaea officinalis và Malva.

## Hình ảnh

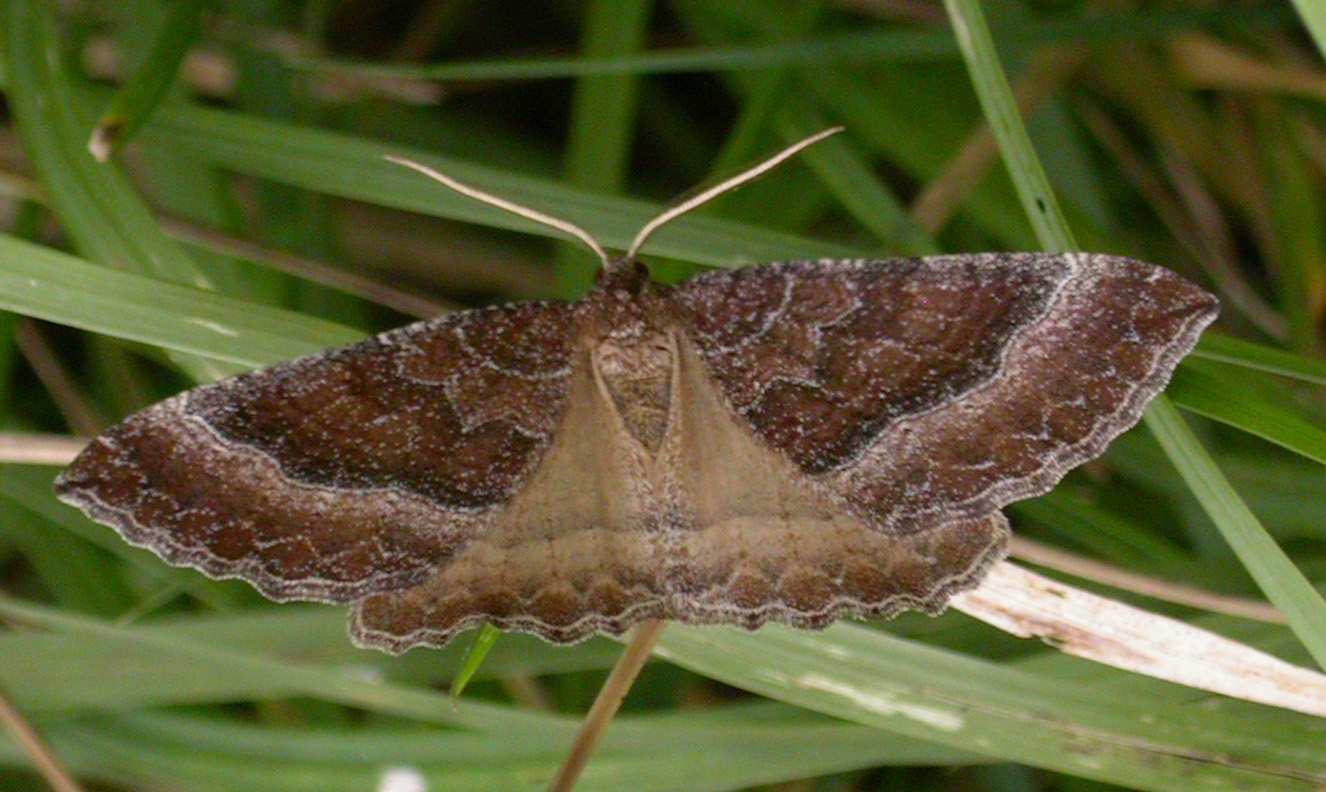
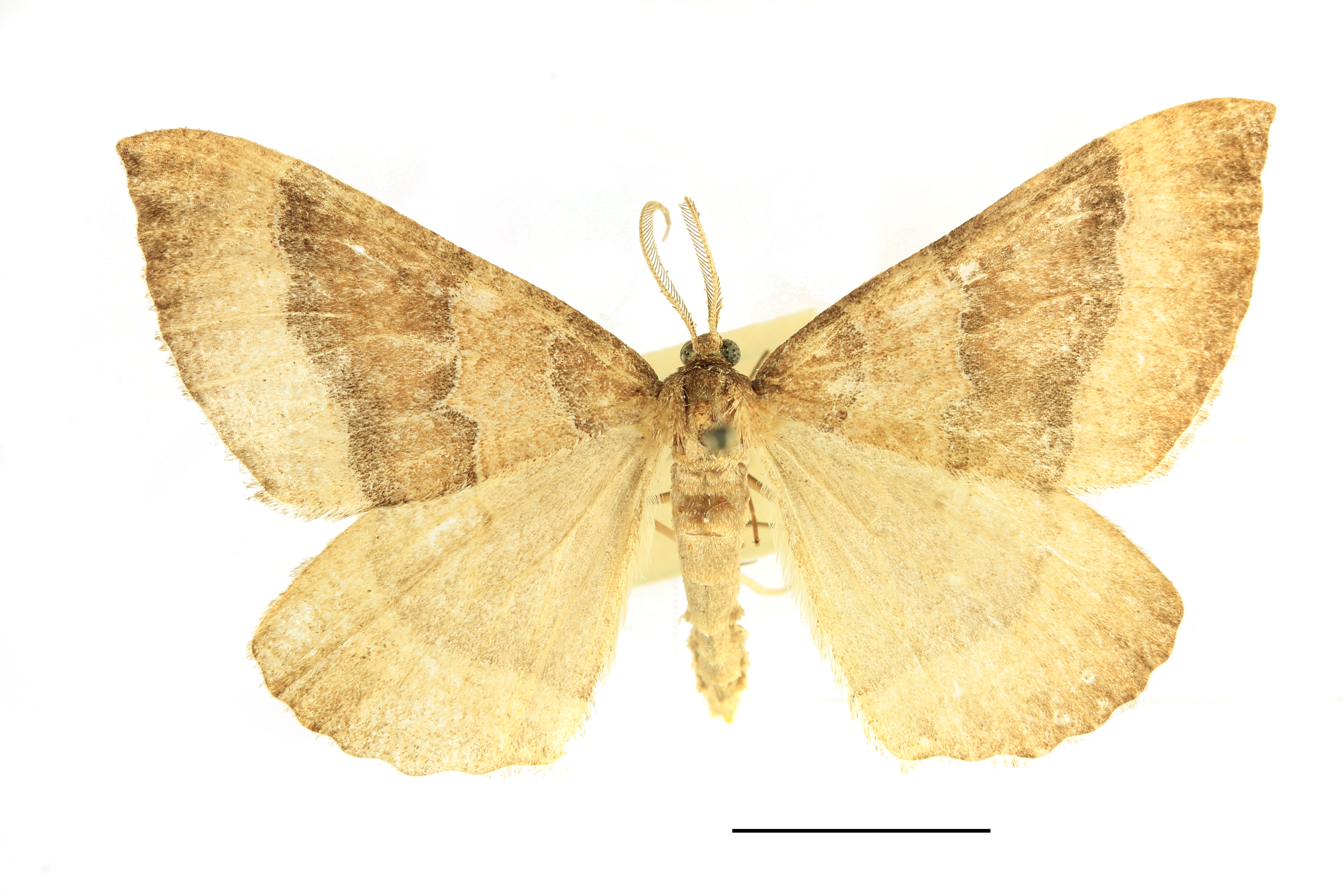
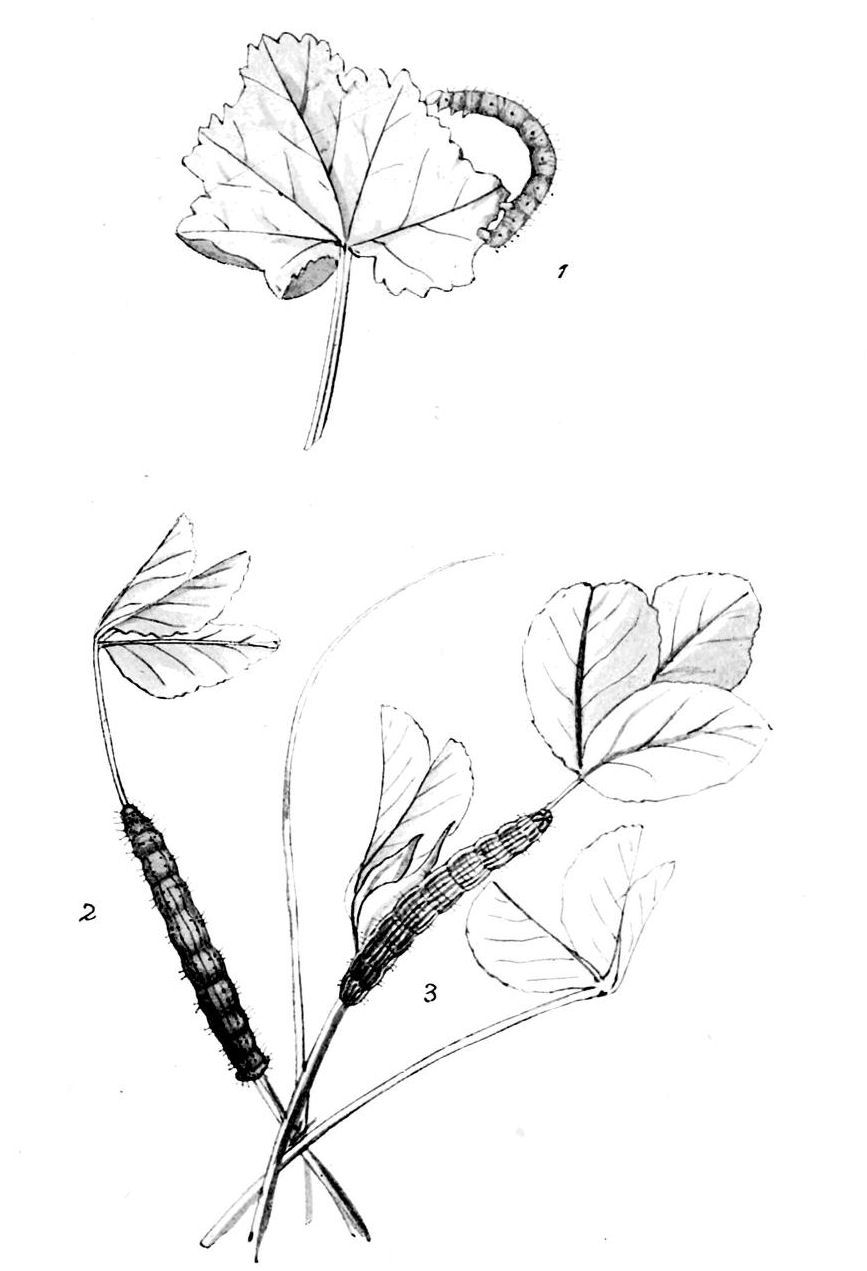
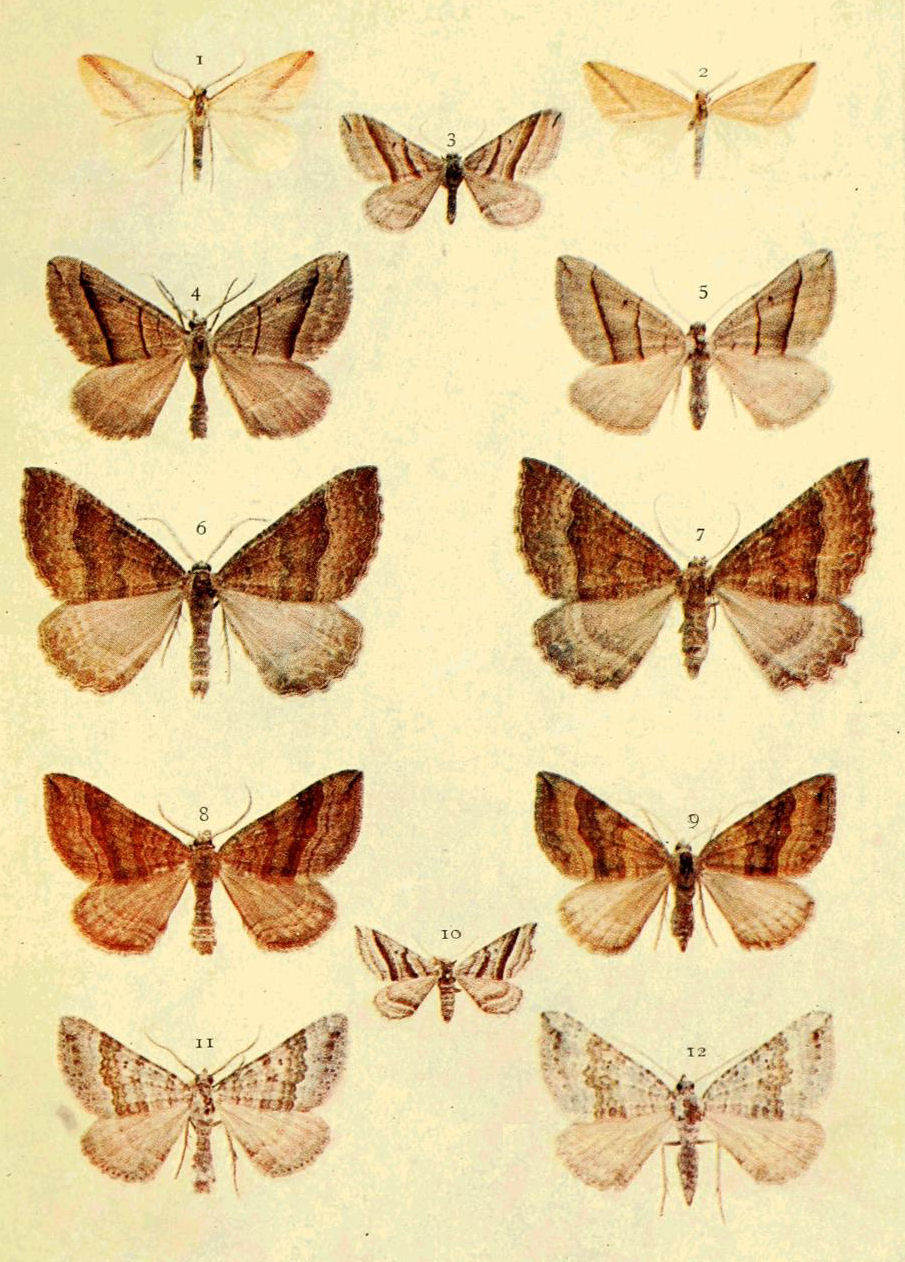